# Max Weiler
Max Weiler (ur. 25 września 1900 w Winterthurze, zm. 1 września 1969 w Zurychu) – piłkarz szwajcarski grający na pozycji obrońcy. W reprezentacji Szwajcarii rozegrał 39 meczów i strzelił 2 gole.

## Kariera klubowa
Swoją karierę piłkarską Weiler rozpoczął w klubie SC Veltheim. Zadebiutował w nim w 1922 roku i grał w nim do 1925 roku. W 1925 roku przeszedł do Grasshoppers Zurych i jego zawodnikiem był do końca swojej kariery, czyli do 1937 roku. W latach 1927, 1928, 1931 i 1937 wywalczył z nim mistrzostwo kraju. Z kolei w latach 1926, 1927, 1932, 1934 i 1937 zdobył z Grasshoppers Puchary Szwajcarii.

## Kariera reprezentacyjna
W reprezentacji Szwajcarii Weiler zadebiutował 14 grudnia 1924 roku w zremisowanym 1:1 towarzyskim meczu z Niemcami, rozegranym w Stuttgarcie. W 1934 roku został powołany do kadry na mistrzostwa świata we Włoszech. Na nich był rezerwowym i nie rozegrał żadnego spotkania. Od 1924 do 1936 roku rozegrał w kadrze narodowej 39 meczów i strzelił 2 gole.